# Fredriksfors
Fredriksfors is een plaats in de gemeente Hudiksvall in het landschap Hälsingland en de provincie Gävleborgs län in Zweden. De plaats heeft 185 inwoners (2005) en een oppervlakte van 59 hectare.